# 北条霞亭 (小説)
『北条霞亭』（ほうじょう かてい）は、森鷗外の長編小説で、正式な表記は『北條霞亭』。
本項では続編の『霞亭生涯の末一年』についても併せて述べる。

## 概要
備後福山藩の漢学者である北条霞亭の伝記で、鷗外晩年に執筆された。『東京日日新聞』『大阪毎日新聞』に1917年10月30日から連載開始されたが、鷗外が同年12月に帝室博物館総長兼図書頭に任ぜられ多忙となった為12月26日（その五十七）をもって一時中断、翌1918年『帝国文学』2月号から続稿の連載を開始したが、同誌の廃刊に伴いその百六十四で連載終了、1920年に『霞亭生涯の末一年』と題を改めた上で『アララギ』10月号より連載開始し、1921年11月号で完結した。
北条霞亭は鷗外が『伊澤蘭軒』で既にまとまった分量の記述（その百十八からその百二十二及びその百三十六からその百五十）を行った人物であるが、「霞亭の言行を知ること、なるべく細密ならむことを欲する。この稿はこの希求より生じた一堆の反故」と記され（その一）書き始められている。

## 主な新版
- 『北条霞亭　鴎外歴史文学集　第10・11巻』岩波書店、2001年。小川康子・興膳宏による詳細な注・解説
- 『森鴎外全集　北条霞亭』ちくま文庫、1996年

## 内容
『北条霞亭』
| 1-3     |              |         | 前書き。                                               |
| 4-5     | -寛政5       | -1794   | 霞亭の先祖。霞亭生誕より14歳まで。                     |
| 6       | 寛政6-10     | 1795-99 | 霞亭京都遊学。                                         |
| 7-8     | 寛政11-享和2 | 1800-02 | 霞亭江戸へ。                                           |
| 8-14    | 享和3        | 1803    | 江戸での霞亭。奥州へ北遊。                             |
| 14      | 文化1-2      | 1804-05 | 上州・上総に遊ぶ。                                     |
| 15-17   | 文化3        | 1806    | 信濃・越後に遊ぶ。                                     |
| 18      | 文化4        | 1807    | 越後続き。                                             |
| 18-20   | 文化5        | 1808    | 故郷的矢に帰省。                                       |
| 21-24   | 文化6        | 1809    | 林崎での霞亭。                                         |
| 24-43   | 文化7        | 1810    | 伊賀の旅。江戸往還。                                   |
| 43-52   | 文化8        | 1811    | 嵯峨に移住。                                           |
| 52-60   | 文化9        | 1812    | 京都市中へ移住。                                       |
| 60-65   | 文化10       | 1813    | 菅茶山との出会い。神辺に移住。                         |
| 65-74   | 文化11       | 1814    | 廉塾監督に。                                           |
| 74-87   | 文化12       | 1815    | 井上氏敬を娶る。新居移転。                             |
| 88-101  | 文化13       | 1816    | 長女梅誕生。父適斎の七十の賀筵に列するため的矢に帰省。 |
| 102-108 | 文化14       | 1817    | 的矢両親宅の新築。                                     |
| 109-120 | 文政1        | 1818    | 梅夭折。河崎敬軒没。次女虎誕生。                       |
| 121-129 | 文政2        | 1819    | 的矢に帰省。弟碧山の婚礼。末弟の撫松が廉塾へ。         |
| 130-137 | 文政3        | 1820    | 碧山の華岡青洲訪問。御領山登山。                       |
| 138-149 | 文政4        | 1821    | 的矢に帰省。嵯峨再訪。藩主阿部正精の命を受け江戸入府。 |
| 150-164 | 文政5        | 1822    | 駒込に移転。脚気を病む。小学簒註の校刻。               |

『霞亭生涯の末一年』
| 1     |             |           | 前書き。                                       |
| 2-5   | 文政5       | 1822      | 霞亭の痰喘。                                   |
| 5-15  | 文政6       | 1823      | 病臥する霞亭。その死および死因。               |
| 16-17 | 文政7-大正8 | 1824-1919 | 霞亭の墓碑について。霞亭の親族・子孫のその後。 |

## 評論
- 石川淳は、初期の評論『森鷗外』で、「鷗外に依つて實在性を與へられたところの、霞亭といふ人間は俗情滿々たる小人物である。學殖に支持され、恣態に粉飾されて、一見脱俗清高の人物かと誤認されるだけに、その俗物ぶりは陰にこもつて惡質のものに属する」「自分の内部の情緒が結託したところの、親愛する人間像を追究して行く途中で、鷗外はその對象の人物のいやなものにそろそろ氣がつき出したに相違ない。氣がついて、これを抛擲するか、あるいは剔抉するかに至らなかつたのは、いや、むしろ『霞亭生涯の末一年』に於てますます身をもつてこれをかばうかと見えるのは、おそらく鷗外自身の裡にそういう種類のいやなものが潜んでいたせいではなかろうか」「鷗外六十歳、一世を蓋う大家として、その文學的生涯の最後に、『霞亭生涯の末一年』に至つて初めて流血の文字を成した」と評した[1]。
- 松本清張は、晩年の『両像・森鷗外』で、石川淳の評を称賛しつつ、本作冒頭の鷗外による謙遜の辞（その一「わたくしの中條山の夢はかつて徒に胸裏に往來して、忽ち復消え去つた。わたくしの遲れて一身の閒を得たのは、衰殘復起つべからざるに至つた今である」）は、鷗外の経歴および過去の作品と一致しない為、鷗外による文飾であり、従って鷗外は連載途中で霞亭の「俗情滿々たる小人物」を発見したのではなく、霞亭の全資料にあたった上で構想を定め、霞亭が「小人物」であることを把握した上で、霞亭伝にとりかかったと論じた[2]。